# Josep Granés Hostench
Josep Granés Hostench (Palafrugell, Baix Empordà, 1915-1982) va ser editor de postals, un dels primers fotoperiodistes, fotògraf comercial i retratista.

## Biografia
Va començar a treballar com a llibreter al carrer de Sant Antoni (conegut com el carrer Estret) i després va obrir una botiga de records al carrer de Cavallers, on començaria a fer de fotògraf professional.
A part de comercialitzar postals de la Costa Brava, aquella costa pràcticament verge de la dècada del 1940, també va fer postals amb imatges de pobles d'interior i, fins i tot, amb escenes del Pessebre Vivent de Castell d'Aro. A més, editava les postals en color, a diferència d'altres fotògrafs de Palafrugell, ja que un dels seus principals interessos era la fotografia en color, juntament amb la fotografia estereoscòpica (jugava amb negatius flexibles i transparències per tal de crear profunditat en les seves imatges).
Durant seixanta anys, va exercir de fotoperiodista per l'agència de notícies Europa Press, però no només a Palafrugell, sinó també a l'estranger. Es fa difícil saber quines fotografies de les que es van publicar són seves, perquè la majoria no se signaven.
Tenia el laboratori a sobre de la seva botiga de records del carrer de Cavallers. La Guàrdia Civil controlava sovint el local, perquè sabien que feia fotografies que potser no eren gaire convenients per al règim i que les portava a França, a través d'Andorra.
Granés també va exercir de reporter: va fer reportatges de Radio Liberty (Pals), del rodatge de la pel·lícula Chase a Crooked Shadow, de cases particulars i de famílies, de casaments, de cartells, d'esdeveniments catòlico-franquistes (com l'arribada de la Santa Missió a Palafrugell i a Jafre l'any 1947 o la visita de la Verge de Fàtima a Palafrugell el 1950).
El 1967 va morir el seu fill, Ricard, i després d'això, va decidir que no faria més reportatges durant un temps. Al cap de poc, també va haver d'abandonar el revelat en color en el seu laboratori, a causa de l'augment de preus d'alguns dels productes que necessitava. Per això, va començar a dependre d'empreses més grans que li fessin els revelats en els seus laboratoris. Però no va parar mai de fer fotografies i gràcies a això tenim imatges de diverses edicions de les Festes de Primavera de Palafrugell, de barris mariners de Palafrugell, d'alguns dels seus viatges a Andorra i a Mallorca, de l'enterrament de Josep Pla, de la visita de Tarradellas a Palafrugell.
El seu fons documental està dividit entre l'Arxiu Municipal de Palafrugell, el Museu del Suro, l'Arxiu Municipal de Girona, l'Arxiu-Museu de Sant Feliu de Guíxols, la Biblioteca de Catalunya, l'Arxiu Nacional del Govern Andorrà, el Consell Insular de Mallorca, el Museu d'Història de la Ciutat de Girona, la Filmoteca de la Generalitat Valenciana, l'Arxiu Comarcal de la Garrotxa i la seu de la Unesco a Barcelona.